# Pisoniviricetes
Classe
Les Pisoniviricetes sont une classe de virus à ARN à simple brin à polarité positive qui infectent les eucaryotes,. Le nom du groupe est un mot-valise des ordres membres : Picornavirales, Sobelivirales, Nidovirales et -viricetes qui est le suffixe d'une classe de virus.

## Ordres
Les ordres suivants sont reconnus :
- Nidovirales
- Picornavirales
- Sobelivirales

## Référence biologique
- (en) ICTV : Pisoniviricetes  (consulté le 5 février 2021)